# Heaven - Il dono della premonizione
Heaven - Il dono della premonizione (Heaven) è un film del 1998 diretto da Scott Reynolds.

## Trama
Robert Marling è un architetto che sta affrontando un doloroso divorzio dalla moglie e che si ritrova ad avere problemi sul lavoro; si ritrova così a decidere di accettare la commissione di un amico, il quale vuole rimodernare il proprio locale notturno, chiamato Paradise. Una sera, uscendo dal locale, salva la ballerina transessuale Heaven da un agguato; quest'ultimo le rivela che ha la possibilità, mediante dolorose visioni, di conoscere il futuro.

## Distribuzione
Dopo essere stato presentato in Canada al Montreal Film Festival il 1º settembre 1998, il film è stato distribuito negli Stati Uniti a partire dal 30 aprile 1999; In Italia Heaven - Il dono della premonizione a partire dal 4 agosto 2000 su distribuzione Cecchi Gori.